# Dendrophryna
Dendrophryna es un género de foraminífero bentónico de la subfamilia Dendrophryinae, de la familia Dendrophryidae, de la superfamilia Astrorhizoidea, del suborden Astrorhizina  y del orden Astrorhizida. Su especie-tipo era Psammatodendron dichotomicum. Su rango cronoestratigráfico abarcaba el Cretácico superior.

## Discusión
Clasificaciones previas incluían Dendrophryna en la familia Rhabdamminidae y en el suborden Textulariina del orden Textulariida.

## Clasificación
Dendrophryna incluía a las siguientes especies:
- Dendrophryna dichotomicum †
- Dendrophryna libidinosa †